# Gare de Carnolès
La gare de Carnolès est une gare ferroviaire française de la ligne de Marseille-Saint-Charles à Vintimille (frontière), située sur le territoire de la commune de Roquebrune-Cap-Martin, dans le département des Alpes-Maritimes en région Provence-Alpes-Côte d'Azur.
C'est une gare de la Société nationale des chemins de fer français (SNCF), desservie par des trains TER Provence-Alpes-Côte d'Azur.

## Situation ferroviaire
Établie à 14 m d'altitude, la gare de Carnolès est située au point kilométrique (PK) 246,892 de la ligne de Marseille-Saint-Charles à Vintimille (frontière), entre les gares de Cap-Martin-Roquebrune et de Menton.

## Fréquentation
De 2015 à 2023, selon les estimations de la SNCF, la fréquentation annuelle de la gare s'élève aux nombres indiqués dans le tableau ci-dessous.
| Année                     | 2015    | 2016    | 2017    | 2018    | 2019    | 2020    | 2021    | 2022    | 2023      |
| ------------------------- | ------- | ------- | ------- | ------- | ------- | ------- | ------- | ------- | --------- |
| Voyageurs                 | 457 493 | 547 273 | 621 458 | 569 840 | 681 005 | 412 844 | 530 774 | 677 784 | 825 613   |
| Voyageurs + non voyageurs | 571 886 | 684 091 | 776 823 | 712 300 | 851 257 | 516 055 | 663 468 | 847 231 | 1 032 016 |

## Service des voyageurs

### Accueil
Gare SNCF, elle dispose d'un bâtiment voyageurs, avec guichet, ouvert seulement lundi Jeudi et Vendredi fermé les autres jours. Elle est équipée d'automates pour l'achat de titres de transport.
Un souterrain permet le passage d'un quai à l'autre, quai 1 (direction Vintimille) et quai 2 (direction Marseille).

### Desserte
Carnolès est desservie par des trains TER PACA qui effectuent des missions entre Cannes-la-Bocca et Vintimille.

### Intermodalité
La gare est desservie par des autobus du réseau de la communauté d'agglomération de la Riviera française (Zest), par l'intermédiaire de l'arrêt Carnolès gare, avec les lignes
18, 21, 22, 24.